# Dear Eloise
Dear Eloise är en låt lanserad av The Hollies och skriven av gruppmedlemmarna Allan Clarke, Graham Nash och Tony Hicks. Låten gavs först ut på gruppens album Butterfly som släpptes i november 1967. I Storbritannien höll man av tradition ofta isär singlar och album och "Dear Eloise" släpptes aldrig som singel där. I USA och flera europeiska länder lanserades den däremot som singel och blev på vissa håll, till exempel i Sverige, Tyskland och Österrike en topp 10-singel tidigt 1968.
Låten har en lätt psykedelisk ljudbild, särskilt i dess inledning och slut där Graham Nashs sång manipulerats. Texten handlar om en man som skriver ett tröstande brev till en kvinna vars pojkvän lämnat henne.

## Listplaceringar
- Billboard Hot 100, USA: #50[1]
- Tyskland: #8[2]
- Österrike: #2[3]
- Nederländerna: #6[4]
- Kvällstoppen, Sverige: #7[5]
- Tio i topp, Sverige: #1[6]